# Barczyzna
Barczyzna [pronunciación en polaco: /barˈt͡ʂɨzna/] es un pueblo ubicado en el distrito administrativo de Gmina Nekla, dentro del condado de Września, Voivodato de la Gran Polonia, en el centro-oeste de Polonia. Se encuentra a unos 3 kilómetros al noreste de Nekla, a 11 kilómetros al noroeste de Września, y a 37 kilómetros al este de la capital regional Poznań.
El pueblo tiene una población de 110 habitantes. 